# Montverdun
Montverdun ist eine französische Gemeinde mit 1.287 Einwohnern (Stand: 1. Januar 2022) im Département Loire in der Region Auvergne-Rhône-Alpes. Sie gehört zum Arrondissement Montbrison und zum Kanton Boën-sur-Lignon. Die Einwohner werden Montverdunois und Montverdunoises genannt.

## Geografie
Montverdun liegt etwa 39 Kilometer nordnordwestlich von Saint-Étienne im Forez im Zentralmassiv. Umgeben wird Montverdun von den Nachbargemeinden Sainte-Agathe-la-Bouteresse im Norden und Nordwesten, Saint-Étienne-le-Molard im Norden, Poncins im Osten, Mornand-en-Forez im Südosten, Saint-Paul-d’Uzore und Chalain-d’Uzore im Süden, Marcilly-le-Châtel im Süden und Südwesten, Marcoux im Westen sowie Trelins im Westen und Nordwesten.

## Bevölkerungsentwicklung
| Jahr                       | 1962 | 1968 | 1975 | 1982 | 1990 | 1999 | 2006 | 2017 |
| -------------------------- | ---- | ---- | ---- | ---- | ---- | ---- | ---- | ---- |
| Einwohner                  | 602  | 605  | 605  | 613  | 698  | 759  | 947  | 1381 |
| Quellen: Cassini und INSEE |      |      |      |      |      |      |      |      |

## Sehenswürdigkeiten

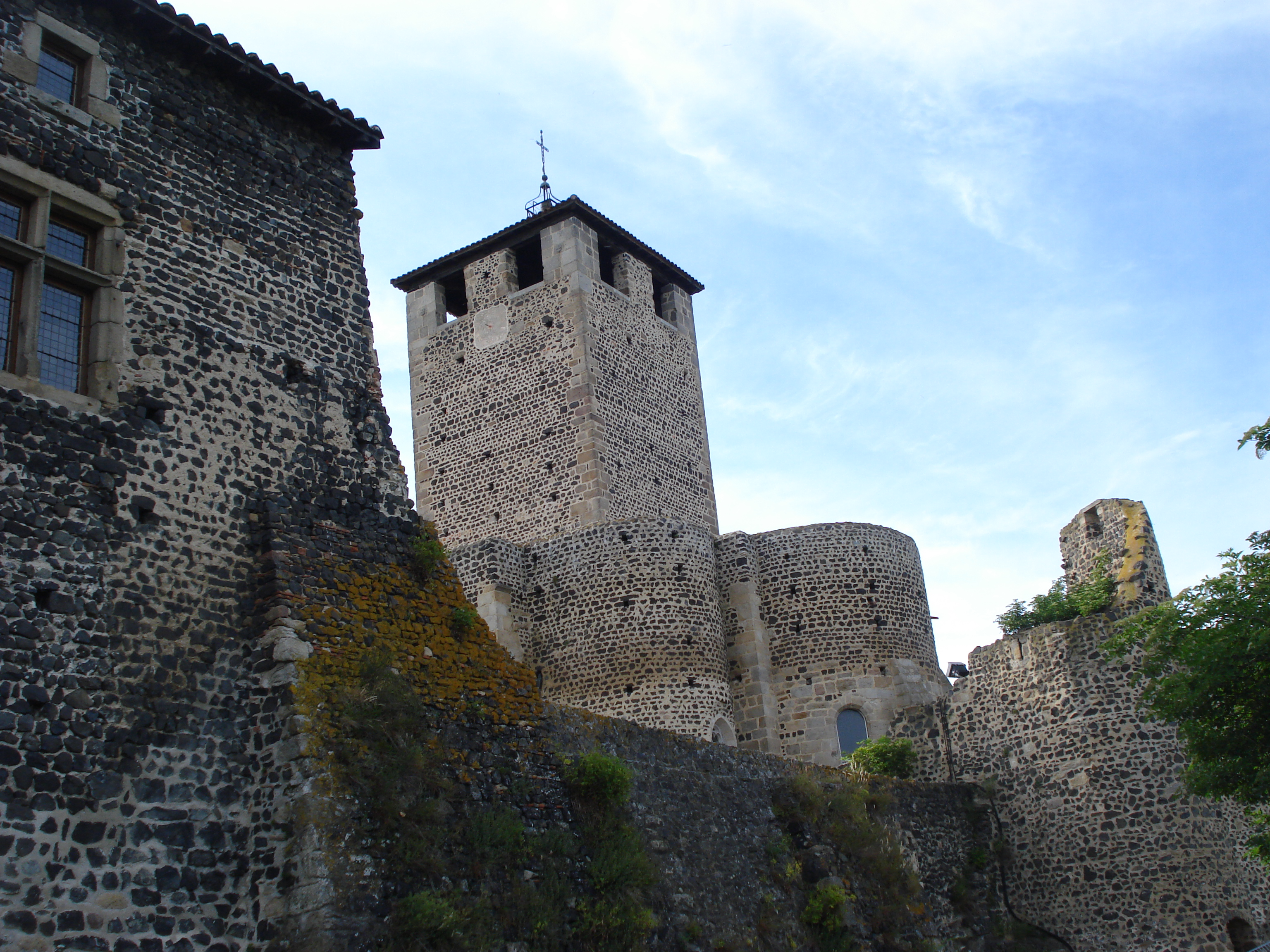
Kirche der Priorei

- Priorei am Pic de Montverdun aus dem 12. Jahrhundert, seit 1981 als Monument historique klassifiziert
- Taubenschlag, errichtet 1745
- Taubenschlag aus der zweiten Hälfte des 19. Jahrhunderts
- Weingut, genannt „Château de la Pras“, erbaut 1889
- Wohnhaus mit Park, genannt „Landgut Combe“, aus dem 17. Jahrhundert

## Persönlichkeiten
- Henri Maldiney (1912–2013), französischer Philosoph, gestorben in Montverdun